# RC Besançon
Racing Besançon ist ein französischer Fußballverein aus Besançon, der Hauptstadt der Region Franche-Comté.
1904 als Racing Club Franc-Comtois de Besançon gegründet, wurde der Verein 1987 in Besançon Racing Club umbenannt, bevor er 2012 seinen heutigen Namen annahm.

## Geschichte
1904 von Angehörigen der Militärgarnison der Stadt gegründet, trat der Racing Club Franc-Comtois Besançon dem Sportverband Union des sociétés françaises de sports athlétiques (USFSA) bei. Ein Jahr darauf entstand die Fußballabteilung, die sich regional schnell einen guten Ruf erwarb und vor dem Ersten Weltkrieg viermal in Serie (1909, 1910, 1911 und 1912) USFSA-Meister Ostfrankreichs wurde; in diesen frühen Jahren existierten allerdings mehrere konkurrierende Fußballverbände (Genaueres siehe hier), und auch die Klubs aus dem Elsass und dem nordöstlichen Lothringen – als Reichsland Elsaß-Lothringen bis 1919 in das Deutsche Kaiserreich inkorporiert – fehlten bei diesen Meisterschaftsrunden.
Nach dem Krieg, nun unter dem einheitlichen Dach der Fédération Française de Football, folgte eine 20 Jahre währende sportliche Durststrecke, ehe der RCFC 1939 Amateurmeister der Franche-Comté wurde. Drei Jahre zuvor hatte die Stadtverwaltung das damals 18.000 Zuschauer fassende Stade Léo-Lagrange errichtet, ein Radsportstadion mit Laufbahn und Spielfeld (in Frankreich als stade vélodrome bezeichnet), in dem auch die Fußballer des Klubs antraten. Während des Zweiten Weltkriegs erreichten sie im Landespokal das Halbfinale der von Deutschland besetzten Zone, unterlagen darin allerdings Olympique Iris Club Lille mit 2:3.
1945 entschied sich die Vereinsführung dazu, am bereits 1932 eingeführten professionellen Spielbetrieb teilzunehmen. Infolge dieses Schrittes spielte Racing bis 1986 durchgehend in der zweiten Division, war zeitweise auch für bekanntere Spieler attraktiv. Im Pokal drang der RCFC zweimal bis ins Viertelfinale vor (1950 und 1954). Vor der Saison 1986/87 musste er Konkurs anmelden und wurde anschließend unter seinem heutigen Namen wiedergegründet. Erst im Jahr 2003, als Meister der dritten Liga (National), kehrte der RC in die Ligue 2 zurück, wenn auch nur für ein einjähriges Intermezzo. Nachdem die Mannschaft 2011/12 noch einmal in der National vertreten war, führte im Sommer 2012 Zahlungsunfähigkeit zu einem erneuten Konkurs des Klubs. Die Neugründung Racing Besançon stieg zur Saison 2013/14 wieder in die Division d’Honneur, derzeit die sechsthöchste Spielklasse, auf.

## Spielstätte
Die Ligamannschaft trägt ihre Heimspiele im Stade Léo-Lagrange aus, dessen Kapazität für 11.500 Zuschauer ausgelegt ist.

## Statistik

### Erfolge
- Französischer Fußballpokal
  - Viertelfinale: 1949/50, 1953/54
  - Halbfinalist der Verbotenen Zone: 1941/42
- Coupe Drago
  - Sieger: 1962

### Ligazugehörigkeit
Profistatus hatte Besançon von 1945 bis 1987 und wieder von 2003 bis 2005; der Division 1 (seit 2002 Ligue 1) gehörte der Club noch nie an, aber während mehr als 40 Spielzeiten der zweithöchsten Liga.

### Bekannte ehemalige Spieler und Trainer
- René Alpsteg
- Jean Gallice
- Camillo Jerusalem
- Bernard Lama
- Stéphane Paille
- Claude Quittet
- Henri Skiba
- Rudi Strittich
- Ryszard Tarasiewicz
- Moussa Traoré
- Paul Wartel